# 다저우시
다저우시(달주, 중국어: 达州, 병음: Dázhōu)는 중화인민공화국 쓰촨성 북동부의 지급시이다.

## 지리
북쪽으로 산시성과 접하고 남쪽으로 충칭시와 접한고 동쪽에는 쓰촨 분지에서 후베이성까지 뻗어있는 해발 2,000m가 넘는 다바산맥이 우뚝 솟아 있다. 동쪽과 북쪽의 산으로부터의 강이 역내를 흘러 취현에서 거강이 된다. 거강은 충칭 시로 들어가, 허촨구에서 자링강과 합류해, 충칭 시가지에서 장강에 합류한다.
시의 서쪽에는 거강 기슭의 평야가 있고, 나머지는 쓰촨 분지로 연결되는 구릉지대이다. 시의 7할이 산지로 이루어져 있다.
중국 서부의 4개의 주요 도시 충칭, 청두, 시안, 우한의 중앙에 위치해있다. 길이 북쪽과 동쪽으로 뻗어있고 남쪽과 서쪽은 강을 통해 배를 이용할 수 있는 것에서, '교통이 사통팔달한 땅'이라는 뜻으로 달주라는 이름이 지어졌다.

## 기후
| 다저우시의 기후                                               | 다저우시의 기후 | 다저우시의 기후 | 다저우시의 기후 | 다저우시의 기후 | 다저우시의 기후 | 다저우시의 기후 | 다저우시의 기후 | 다저우시의 기후 | 다저우시의 기후 | 다저우시의 기후 | 다저우시의 기후 | 다저우시의 기후 | 다저우시의 기후 |
| 월                                                            | 1월             | 2월             | 3월             | 4월             | 5월             | 6월             | 7월             | 8월             | 9월             | 10월            | 11월            | 12월            | 연간            |
| ------------------------------------------------------------- | --------------- | --------------- | --------------- | --------------- | --------------- | --------------- | --------------- | --------------- | --------------- | --------------- | --------------- | --------------- | --------------- |
| 역대 최고 기온 °C (°F)                                        | 20.1 (68.2)     | 24.9 (76.8)     | 32.1 (89.8)     | 35.3 (95.5)     | 37.5 (99.5)     | 37.7 (99.9)     | 40.6 (105.1)    | 41.2 (106.2)    | 39.7 (103.5)    | 35.0 (95.0)     | 28.8 (83.8)     | 18.4 (65.1)     | 41.2 (106.2)    |
| 일평균 최고 기온 °C (°F)                                      | 9.7 (49.5)      | 12.7 (54.9)     | 17.8 (64.0)     | 23.4 (74.1)     | 26.9 (80.4)     | 29.7 (85.5)     | 32.9 (91.2)     | 33.3 (91.9)     | 27.9 (82.2)     | 21.8 (71.2)     | 16.6 (61.9)     | 10.8 (51.4)     | 22.0 (71.5)     |
| 일일 평균 기온 °C (°F)                                        | 6.4 (43.5)      | 8.8 (47.8)      | 12.9 (55.2)     | 18.0 (64.4)     | 21.7 (71.1)     | 24.9 (76.8)     | 27.9 (82.2)     | 27.8 (82.0)     | 23.2 (73.8)     | 17.8 (64.0)     | 12.9 (55.2)     | 7.8 (46.0)      | 17.5 (63.5)     |
| 일평균 최저 기온 °C (°F)                                      | 4.2 (39.6)      | 6.1 (43.0)      | 9.5 (49.1)      | 14.2 (57.6)     | 18.0 (64.4)     | 21.5 (70.7)     | 24.2 (75.6)     | 23.9 (75.0)     | 20.2 (68.4)     | 15.3 (59.5)     | 10.5 (50.9)     | 5.8 (42.4)      | 14.5 (58.0)     |
| 역대 최저 기온 °C (°F)                                        | −3.7 (25.3)     | −1.7 (28.9)     | −0.1 (31.8)     | 4.6 (40.3)      | 9.7 (49.5)      | 14.0 (57.2)     | 16.4 (61.5)     | 17.3 (63.1)     | 12.8 (55.0)     | 2.8 (37.0)      | 1.0 (33.8)      | −4.5 (23.9)     | −4.5 (23.9)     |
| 평균 강수량 mm (인치)                                         | 15.8 (0.62)     | 19.8 (0.78)     | 49.3 (1.94)     | 93.7 (3.69)     | 165.0 (6.50)    | 185.1 (7.29)    | 197.0 (7.76)    | 147.5 (5.81)    | 150.9 (5.94)    | 105.9 (4.17)    | 49.4 (1.94)     | 19.2 (0.76)     | 1,198.6 (47.2)  |
| 평균 강수일수 (≥ 0.1 mm)                                      | 7.8             | 8.1             | 10.5            | 11.7            | 14.2            | 14.2            | 12.8            | 11.1            | 12.4            | 13.3            | 9.9             | 8.0             | 134             |
| 평균 강설일수                                                 | 1.2             | 0.3             | 0.1             | 0               | 0               | 0               | 0               | 0               | 0               | 0               | 0               | 0.3             | 1.9             |
| 평균 상대 습도 (%)                                            | 80              | 76              | 73              | 74              | 76              | 79              | 76              | 73              | 79              | 83              | 83              | 82              | 78              |
| 평균 월간 일조시간                                            | 30.0            | 43.8            | 90.3            | 123.2           | 122.2           | 117.5           | 176.5           | 189.2           | 107.3           | 68.7            | 51.5            | 27.3            | 1,147.5         |
| 가능 일조율                                                   | 9               | 14              | 24              | 32              | 29              | 28              | 41              | 47              | 29              | 20              | 16              | 9               | 25              |
| 출처: 중국기상국 (평년값: 1991년~2020년, 극값: 1971년~2010년) |                 |                 |                 |                 |                 |                 |                 |                 |                 |                 |                 |                 |                 |

## 역사
다저우의 역사는 후한 때인 AD90년에 역위주(历为州)라는 현이 설치될 때로 거슬러 올라간다. 이후 재지(在地)라는 이름으로 불렸고 당나라 때 통주(通州)로 이름이 바뀌었다. 송나라 때 현재의 이름인 달주가 되었다.
1993년에 다저우 지구(达州地区)가 설립되었지만 1999년에 폐지되고 지급시인 다저우시가 되었다.

## 경제
다저우는 지방의 수륙 교통의 중심지이다. 수많은 국도, 고속도로, 철도가 다저우를 통과하고 청두, 시안, 우한, 광저우, 선전, 베이징 등의 주요 도시와 직접 연결된다. 다저우는 쓰촨의 주요 교역 중심지 중 하나이다.
다저우에는 큰 천연가스전과 소금, 석탄, 망간, 리튬, 석회석 같은 광물자원을 포함한 수많은 천연 자원이 있다. 주요 농산물로는 돼지고기, 소고기, 차가 있다. 다른 산업으로 화학, 화력, 야금, 방직, 건자재, 식품 가공업이 있다.

## 교통

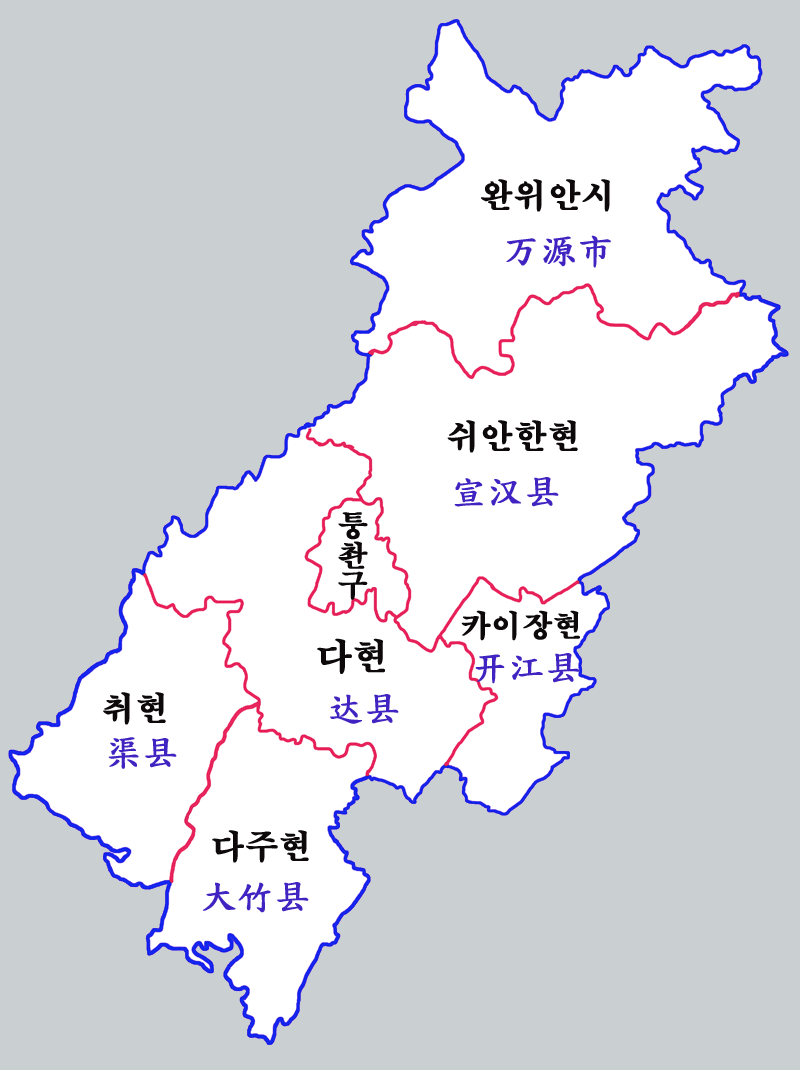
다저우시 현급 행정구역도

- 210번 국도

## 행정 구역
2개의 시할구, 1개의 현급시, 4개의 현을 관할한다.
시할구
- 퉁촨구(通川区)
- 다촨구(达川区)

현급시
- 완위안시(万源市)

현
- 취현(渠县)
- 쉬안한현(宣汉县)
- 카이장현(开江县)
- 다주현(大竹县)